# Castor
Castorii sunt rozătoare semi-acvatice din America de Nord, înrudite cu brebii din Europa. În prezent castorii și brebii reprezintă două dintre cele mai mari specii de rozătoare, după capibara din America de Sud, dar în Pleistocen au existat specii mult mai mari, precum Castor leiseyorum sau Castoroides ohioensis de aproape 2m lungime.

## Descrierea speciei
Castorii sunt mamifere de lungime medie, având o lungime a corpului de până la 90 cm. Greutatea castorilor variază, în funcție de specie, de la 10 kg până 31 kg. Au o blană mătăsoasă, de culoare brună-roșiatică. Castorii au un corp alungit, cu membre mici și puternice. Coada lor neacoperită este mare și lată.

## Reproducerea
La mijlocul iernii, castorii tineri își caută un partener de reproducere, cu care rămân în majoritatea cazurilor până la sfârșitul vieții. Castorii se reproduc la sfârșitul iernii, în luna februarie, iar perioada de gestație durează aproximativ 100 de zile. De obicei, o femelă dă naștere la 5-8 pui. Puii se nasc cu blană, cu ochii deschiși și având dinții incisivi dezvoltați. Puii rămân cu părinții până la maturitate.

## Arealul de răspândire
Castorii pot fi găsiți în preajma râurilor și a bazinelor acvatice medii și mari, în America de Nord și în unele regiuni ale Americii de Sud.
O specie înrudită, Brebul, trăiește în Europa.